# Ramiro (ridder)
Ramiro is een Spaanse ridder die allerlei avonturen beleeft in een stripreeks getekend en deels geschreven door William Vance, met aanvullende teksten van Jacques Stoquart.
De strip is voornamelijk ontstaan door William Vance's belangstelling voor de geschiedenis van Spanje, en dan met name de periode van de Moorse overheersing en het Spaanse volk die daar tegen vocht. Met als noemenswaardige punten de Reconquista, Alhambra en de Pelgrimsroute naar Santiago de Compostella. In de strip zitten soms pagina's waarin Vance zijn persoonlijke foto's vertoont van diverse ruïnes, kerken, kathedralen en andere bouwwerken. Deze gebouwen vervullen ook een rol in deze vroege-middeleeuwse strip. De schrijver poogt zo een verhaal van fictie en de werkelijkheid met elkaar te versmelten.

## Ramiro persoonlijk
De eerste strip genaamd De bastaard begint in het jaar 1195. Daarin vindt de Slag bij Alarcos plaats. Hierin vechten de Moren tegen de Spaanse heerser Alfons VIII van Castilië. Onder hen bevindt zich ook Ramiro. Deze jongeman is uitermate belangrijk voor de Spaanse koning. Later blijkt namelijk dat hij een bastaardzoon is van de koning en dat dit geheim moet blijven voor de Moren. Vanaf album (1) beginnen de avonturen van Ramiro pas echt als hij er alles voor over heeft om zijn vaderland te redden van de Moorse indringers.
In album (2) krijgt Ramiro een geheime opdracht wat hem naar Frankrijk leidt. Daar wordt hij in een hinderlaag gelokt. Er wordt vervolgens een afspraak
gemaakt dat Ramiro een onbekend echtpaar begeleidt naar Santiago de Compostela via de verschillende pelgrimroutes, niet wetend dat hij achtervolgd wordt door huurlingen van de Franse koning. Deze tocht wordt beschreven in de albums De Valstrik, Het Geheim van de pelgrim, De wachters van Bierzo en Storm over Galicië. In de overige avonturen komt Ramiro in conflict met een kruidendokter en treft hij de Moren in een achtervolging van de verdwenen Westgoten.

## De albums
Alle avonturen zijn voornamelijk geschreven en getekend tussen 1976 en 1983 en de albums die reeds verschenen zijn:
1. De Bastaard
2. De Valstrik
3. Het Geheim van de Pelgrim
4. De Wachters van Bierzo
5. De Charlatan
6. Storm over Galicië
7. De Erfenis van de Westgothen 1: De Moorse Roof
8. De Erfenis van de Westgothen 2: De Gijzelaars
9. Intergrale uitgave Ramiro (1ste deel)
10. Intergrale uitgave Ramiro (2de deel)